# István Széchenyi
El Comte István Széchenyi, en hongarès: Gróf Széchenyi István, pronunciat ˈiʃtvaːn ˈseːtʃɛɲi- (21 de setembre de 1791 – 8 d'abril de 1860) va ser un polític, teòric i escriptor hongarès, un dels més grans estadistes de la història hongaresa. István és un nom hongarès equivalent al nom d'Esteve. Des del 1820 va liderar una campanya per la construcció d'un pont permanent que unís les dues ciutats que ara constitueixen Budapest, empresa que reeixí amb la inauguració el 1849 del conegut Pont de les Cadenes que, oficialment, porta el seu nom.